# Tadeusz Wronowski
Tadeusz Wronowski ps. Przygoda (ur. 27 lipca 1923 r. w Warszawie, zm. 24 września 2013 w Bielsku-Białej), harcerz, dowódca III drużyny batalionu „Parasol”. Należał do Szarych Szeregów. W wykształcenia był inżynierem architektem. Był przewodnikiem beskidzkim, ratownikiem GOPR i instruktorem narciarskim.

## Życiorys
Został członkiem Polskiego Towarzystwa Tatrzańskiego w 1938 r. Był przewodnikiem beskidzkim kl. I, przodownikiem GOT PTTK i GON PTTK, przewodnikiem GOT PTT i instruktorem narciarskim. Przez niemal 35 lat (do 1986 roku) działał jako ratownik Grupy Beskidzkiej GOPR; został odznaczony złotą odznaką GOPR.
W czasie okupacji należał do Szarych Szeregów, był dowódcą III drużyny batalionu „Parasol", walczył z okupantem na Podhalu. Uczestniczył w Akcji w Celestynowie oraz w Akcji Milke (jako dowódca).
Został odznaczony dwukrotnie Krzyżem Oficerskim Orderu Odrodzenia Polski oraz Orderem Virtuti Militari.
Jego imieniem została w 2025 r. nazwana wyspa na Zalewie Szczecińskim.